# Miroslav Beblavý
Miroslav Beblavý (ur. 6 stycznia 1977 w Bratysławie) – słowacki ekonomista, analityk, nauczyciel akademicki i polityk, wiceminister pracy, spraw społecznych i rodziny (2002–2006), poseł do Rady Narodowej.

## Życiorys
Ukończył studia z dziedziny finansów na Uniwersytecie Ekonomicznym w Bratysławie oraz w dziedziny reżyserii teatralnej w Wyższej Szkole Sztuk Scenicznych. Studiował również ekonomię na University of St Andrews, gdzie uzyskał magisterium oraz doktorat.
Podczas studiów pracował jako tłumacz i dziennikarz, następnie był komentatorem dziennika „SME”, analitykiem i kierownikiem projektów w spółce INEKO oraz dyrektorem Instytutu SGI (Slovak Governance Institute). W latach 2002–2006 sprawował funkcję wiceministra pracy, spraw społecznych i rodziny w rządzie Mikuláša Dzurindy. Po odejściu z ministerstwa pracował jako wykładowca finansów publicznych i polityki społecznej na Uniwersytecie Komeńskiego w Bratysławie. Od marca 2010 jest docentem na tejże uczelni. Współpracuje z Center for European Policy Studies w Brukseli jako senior research fellow. Był także konsultantem Banku Światowego, OECD i Komisji Europejskiej.
W wyborach w 2010 uzyskał mandat posła do Rady Narodowej. W 2012 uzyskał reelekcję. W 2013 odszedł z SDKÚ-DS, a w 2014 został jednym z liderów partii SIEŤ Radoslava Procházki. W wyborach w 2016 ponownie wybrany na posła.
W 2018 został przewodniczącym nowego ugrupowania SPOLU. W wyborach do Rady Narodowej w 2020 SPOLU tworzyło koalicję wyborczą z Postępową Słowacją. Lista ta otrzymała 6,96% głosów, nie przekraczając wynoszącego 7% progu wyborczego dla koalicji. W konsekwencji tej porażki Miroslav Beblavý ogłosił swoją rezygnację z funkcji przewodniczącego i wycofanie się z działalności politycznej.

## Życie prywatne
Żonaty z Emílią Sičákovą-Beblavą, dyrektorem Transparency International Slovensko.
Jest autorem publikacji naukowych z dziedziny ekonomii i spraw społecznych, przez lata zajmował się także science fiction.